# Jose Arevalo
Jose Arevalo (Manilla, 1821 - 12 januari 1912) was een Filipijns beeldhouwer en een van de eerste Filipijnse tandartsen.

## Biografie
Jose Arevalo werd geboren in 1821 in het district Quiapo in de Filipijnse hoofdstad Manilla. Hij leerde het vak van houtsnijden in de werkplaats van Leoncio en Manuel Asuncion. Nadien begon Arevalo te werken vanuit zijn eigen werkplaats. In zijn werkplaats leerden zijn neef Bonifacio Arevalo en Sotero Garcia het vak van houtsnijden. In die tijd was bijna al het werk voor houtsnijders van religieuze aard. Veel van zijn werk was dan ook voor de Filipijnse rooms-katholieke kerken. Een bekend stuk van zijn hand was Santa Teresa de Jesus, op een van de altaren van de Quiapo Church in Manilla (voor de Tweede Wereldoorlog). 
Met zijn werk als beeldhouwer verwierf hij een aanzienlijk kapitaal en aanzien, waardoor hij geruime tijd burgemeester (capitan municipal) van Quiapo was. Hij stond ook wel beter bekend als captain Chengcheng. In de tweede helft van de 19e eeuw leerde hij van een Frans tandarts het tandartsvak, en begon hij zich meer als tandarts te manifesteren tot hij uiteindelijk zijn eigen praktijk begon met zijn vrouw als assistent. Arevalo was daarmee een van de eerste tandartsen in de Filipijnen, zonder daar formele scholing in gehad te hebben. In 1890 was hij een van de slechts 6 lokale tandartsen die genoemd werden in de Guia Oficial de Filipinas. 
Arevalo overleed in 1912 op 90-jarige leeftijd. Hij was getrouwd met Eulalia Asuncion.